# Palmarès dello S.C.C.G.C. Viareggio
Lo Sporting Club Centro Giovani Calciatori Viareggio nella sua storia si è aggiudicato uno scudetto (2010-2011) nonché una Coppa Italia e una Supercoppa italiana. In ambito internazionale il miglior risultato è stato la finale della Coppa CERS 2016-2017.

## Competizioni ufficiali

### Competizioni nazionali
- Campionato italiano: 1

2010-2011
- Coppa Italia: 1

2010-2011
- Supercoppa italiana: 1

2013
- Coppa Italia A2: 1

2023-2024

### Altre competizioni
7 trofei
- Campionato italiano di serie B/A2: 5

1970, 1973, 1976, 2001-2002, 2021-2022
3º posto con promozione 1984-1985
- Campionato italiano maschile C/B: 2

1955, 1967

## Altri piazzamenti

### Competizioni nazionali
- Campionato italiano:  per altre 6 volte finalista

2º posto/finale play-off scudetto: 2006-2007, 2007-2008, 2011-2012, 2012-2013, 2014-2015, 2018-2019
3º posto/semifinale play-off scudetto:  per altre 8 volte raggiunge la semifinale
1986-1987, 1991-1992, 2004-2005, 2005-2006, 2008-2009, 2015-2016, 2016-2017, 2017-2018
- Coppa Italia:  per altre 5 volte finalista

Finale: 1976, 2009-2010, 2012-2013, 2013-2014, 2014-2015
- Supercoppa italiana:

Finale: 2011

### Competizioni internazionali
- Coppa CERS/WSE

Finale: 2016-2017
Semifinale: 2008-2009

## Settore giovanile
- Campionato italiano Juniores-Under 20: 1 (1978)
- Campionato italiano Primavera-Under 17: 2 (1985, 2003)
- Campionato italiano Allievi-Under 15: 1 (1975)
- Campionato italiano Cat. Ragazzi-Under 13: 3 (1972, 1977, 1986)
- Campionato italiano Cat. Esordienti-Under 10: 5 (1970, 1971, 1973, 1976, 1977)
- Coppa Italia Cat. Juniores-Under 20: 2 (2003, 2010)
- Coppa Italia Cat. Under 17: 1 (2018)